# Bona AB

## Origen e Historia
Multinacional sueca, originariamente fundada en Malmö, Suecia, en 1919 por Wilhelm Edner como Bona AB. En un principio, 1894, fue una pequeña tienda de ultramarinos, especializada en café. Wilhelm Edner, una mente inquieta, buscaba soluciones para conservar el suelo de madera de su negocio, e introdujo en Malmö, la cera para parqué y tarimas, como método de protección de suelos de madera. Debido al éxito, en apenas 5 años, introdujo productos relacionados con la cera, como abrillantadores, aplicadores, etc.
En 1943, creó su primer acabado propio de madera, en 1979, fue la primera en introducir los acabados con base agua,  para la protección de suelos madera, parqué y tarima, publicando la patente en 1982.
En 1953, fundó su primera subsidiaria fuera de Suecia, en 1981 introdujo la producción de acabados UV.
Actualmente, es una multinacional con presencia en 23 países, y distribución en más de 50,  centrada en soluciones de creación y mantenimiento de suelos de madera, con unidades de producción en Suecia, Alemania, Estados Unidos y China, con alrededor de 500 empleados, con unas ventas em 2009 de 120 millones de euros.
En 2012 se convirtió en el proveedor oficial de mantenimiento para canchas de baloncesto de la NBA
Reconocidos esfuerzos hacia un desarrollo y creación de productos con un impacto menor al medio ambiente y la salud.

## Directiva
- Presidenta y CEO:                               Kerstin Lindell
- CFO y Vicepresidente Financiero:                Anders Karstensson
- Vicepresidente R&D:                             Nils-Erik Persson
- MD y Vicepresidente Ventas y Marketing USA/LAM: John Ravoula
- Vicepresidente de Recursos Humanos:             Lena Jonasson
- Vicepresidente Global Sourcing:                Dan Fredheim
- CFO y Vicepresidente Financiero:                Torbjörn Axelsson
- Vicepresidente Gestión de producto:             Bjorn Saalbach